# Мюллер, Жан-Пьер
Жан-Пьер Мюллер (фр. Jean-Pierre Muller, 29 августа 1924 — 1 июля 2008) — французский фехтовальщик-шпажист, призёр чемпионатов мира.

## Биография
Родился в 1924 году в Кольмаре. В 1952 году принял участие в Олимпийских играх в Хельсинки, но наград не завоевал. В 1953 году завоевал серебряную медаль чемпионата мира. На чемпионате мира 1954 года стал обладателем бронзовой медали.